# (100723) 1998 BM35
(100723) 1998 BM35 es un asteroide perteneciente al cinturón de asteroides descubierto el 28 de enero de 1998 por el equipo del Spacewatch desde el Observatorio Nacional de Kitt Peak, Arizona, Estados Unidos.

## Designación y nombre
Designado provisionalmente como 1998 BM35.

## Características orbitales
1998 BM35 está situado a una distancia media del Sol de 2,367 ua, pudiendo alejarse hasta 2,818 ua y acercarse hasta 1,916 ua. Su excentricidad es 0,190 y la inclinación orbital 6,823 grados. Emplea 1330,73 días en completar una órbita alrededor del Sol.

## Características físicas
La magnitud absoluta de 1998 BM35 es 16,6. 